# Alex Dowis
Alex Dowis (* 29. března 1979 Praha) je český výtvarník, scénograf, textař, režisér a herec. Specializuje se především na výtvarnou techniku tzv. light artu, neboli malbu světlem.

## Život
Od dětství se věnuje výtvarné tvorbě, v mládí pak tvořil graffiti a street artová díla. Od mládí také užívá pseudonym Alex Dowis. V letech 2000 - 2003 provozoval hudební klub a pořádal kulturní akce v Česku. Od roku 2003 působil v pražském divadle Archa, kde připravil sérii autorských výtvarných představení. Rozvinul též činnost svého grafického studia. Díky svým light-artovým performace se roce 2012 probojoval do finále třetí řady televizní soutěže Česko Slovensko má talent s technikou light artu. Stejný úspěch, účast ve finále, potom zopakoval i v americké verzi soutěže, America´s Got Talent 2019. V rumunské verzi soutěže Romania´s Got Talent obdržel zvláštní ocenění Golden Buzzer. Rovněž se účastnil stejné talentové soutěže v Řecku, Ellada Eheis Talento.
Svá díla a performance prezentoval mj. v rámci výstavy EXPO v Miláně roku 2015, MENA Transport Congress & Exhibition v Dubaji, v Českém centru v New Yorku, pražské galerii Tančící dům či Oblastní galerii v Liberci. Z kategorie hudebních umělců spolupracoval např. se zpěvačkou Lucií Bílou. Pro Českou poštu také navrhl vzhled série poštovních známek.
Věnuje se také tvorbě filmovch dekorací, scénografií a živým výtvarným performance po celém světě. Je autorem komiksu Jack Russel: Zachránce planety, který byl roku 2022 zfilmován.

## Televize (výběr)
- Česko Slovensko má talent (2012), TV Prima – finalista pořadu
- America´s Got Talent (2019), TV Prima – finalista pořadu
- El hormiguero (2019) – host pořadu

## Výtvarné performance (výběr)
- Pat a Mat. Grévin, Praha. 2017, stálá expozice.[5]
- Requiem 2021. Bohemian Hall, New York. 2021
- We Stand with Ukraine. České centrum, New York. 2019.[6]
- 100. let výročí úmrtí Franze Kafky. Velvyslanectví ČR v Madridu a České centrum v Madridu. 2024.

## Publikace
- Jack Russel: Zachránce planety (2022)

## Filmografie
- Jack Russel: Zachránce planety (2022, autor komiksové předlohy)